# Collegio uninominale Calabria - 05 (2017)
Il collegio elettorale uninominale Calabria - 05 è stato un collegio elettorale uninominale della Repubblica Italiana per l'elezione della Camera tra il 2017 ed il 2022.

## Territorio
Come previsto dalla legge elettorale italiana del 2017, il collegio era stato definito tramite decreto legislativo all'interno della circoscrizione Calabria.
Era formato dal territorio di tutta la provincia di Crotone e dai comuni di Albi, Andali, Belcastro, Botricello, Carlopoli, Cerva, Cicala, Cropani, Fossato Serralta, Gimigliano, Magisano, Marcedusa, Pentone, Petronà, San Pietro Apostolo, Sellia, Sellia Marina, Serrastretta, Sersale, Settingiano, Sorbo San Basile, Taverna, Tiriolo e Zagarise in provincia di Catanzaro.
Il collegio era parte del collegio plurinominale Calabria - 01.

## Eletti
| Elezione | Elezione | Deputato           | Partito            |
| -------- | -------- | ------------------ | ------------------ |
|          | 2018     | Elisabetta Barbuto | Movimento 5 Stelle |

## Dati elettorali

### XVIII legislatura
Come previsto dalla legge elettorale, 232 deputati erano eletti con sistema a maggioranza relativa in altrettanti collegi uninominali a turno unico.
| Candidati              | Candidati                    | Voti    | %     | Liste                                | Voti    | %     |
| ---------------------- | ---------------------------- | ------- | ----- | ------------------------------------ | ------- | ----- |
|                        | Elisabetta Barbuto ✔️ Eletto | 53 983  | 51,61 | Movimento 5 Stelle                   | 53 983  | 51,61 |
|                        | Giancarlo Cerrelli           | 28 426  | 27,18 | Forza Italia                         | 18 721  | 17,90 |
| Lega                   | Giancarlo Cerrelli           | 28 426  | 27,18 | 4 936                                | 4,72    |       |
| Fratelli d'Italia      | Giancarlo Cerrelli           | 28 426  | 27,18 | 2 505                                | 2,39    |       |
| Noi con l'Italia - UDC | Giancarlo Cerrelli           | 28 426  | 27,18 | 2 264                                | 2,16    |       |
|                        | Nicodemo Oliverio            | 14 450  | 13,81 | Partito Democratico                  | 13 335  | 12,75 |
| +Europa                | Nicodemo Oliverio            | 14 450  | 13,81 | 640                                  | 0,61    |       |
| Civica Popolare        | Nicodemo Oliverio            | 14 450  | 13,81 | 240                                  | 0,23    |       |
| Italia Europa Insieme  | Nicodemo Oliverio            | 14 450  | 13,81 | 235                                  | 0,22    |       |
|                        | Franco Parise                | 3 217   | 3,08  | Liberi e Uguali                      | 3 217   | 3,08  |
|                        | Francesca Iuliano            | 1 223   | 1,17  | Partito Valore Umano                 | 1 223   | 1,17  |
|                        | Alfredo Scicchitano          | 873     | 0,83  | Potere al Popolo!                    | 873     | 0,83  |
|                        | Davide Pirillo               | 755     | 0,72  | Italia agli Italiani                 | 755     | 0,72  |
|                        | Fabio Agostinacchio          | 512     | 0,49  | CasaPound                            | 512     | 0,49  |
|                        | Elvira Mirabelli             | 424     | 0,41  | Partito Comunista                    | 424     | 0,41  |
|                        | Carmela Surace               | 349     | 0,33  | Il Popolo della Famiglia             | 349     | 0,33  |
|                        | Alfonso Cavarretta           | 247     | 0,24  | Lista del Popolo per la Costituzione | 247     | 0,24  |
|                        | Guglielmo Mengora            | 142     | 0,14  | Per una Sinistra Rivoluzionaria      | 142     | 0,14  |
| Totale                 | Totale                       | 104 601 | 100   |                                      | 104 601 | 100   |
|                        |                              |         |       |                                      |         |       |
| Voti non validi        | Voti non validi              | 3 918   | 3,61  |                                      |         |       |
| Votanti                | Votanti                      | 108 519 | 61,20 |                                      |         |       |
| Elettori               | Elettori                     | 177 318 |       |                                      |         |       |